# Rainer Diaz-Bone
Rainer Diaz-Bone (* 1966 in Bogotá) ist ein deutscher Soziologe.

## Leben
Von 1991 bis 1996 studierte er Sozialwissenschaft, mit dem Schwerpunkt angewandte Sozialforschung, an der Ruhr-Universität Bochum. Von 1996 bis 2001 arbeitete er als wissenschaftlicher Mitarbeiter am Institut für Journalistik und Kommunikationsforschung an der Hochschule für Musik und Theater Hannover. Seit 2002 arbeitet er als wissenschaftlicher Assistent am Institut für Soziologie der FU-Berlin. Von 2002 bis 2004 war er Redaktionsmitglied der Zeitschrift Sozialwissenschaften und Berufspraxis. Seit November 2008 ist er Professor der Soziologie mit Schwerpunkt Methoden an der Universität Luzern. Diaz-Bone ist seit 2014 Mitglied des Managing Editors Boards der Zeitschrift Historical Social Research und amtierte seit 2018 als Präsident der Schweizerischen Gesellschaft für Soziologie. Seit 2021 ist er Redaktionsmitglied der Schweizerischen Zeitschrift für Soziologie.

## Forschung
Zu seinen Themenschwerpunkten gehören sowohl qualitative Methoden der empirischen Sozialforschung wie die Diskursanalyse, als auch quantitative Methoden wie die Multivariate Statistik, insbesondere die Analyse kategorialer Daten, die logistische Regression, sowie die sozialwissenschaftliche Netzwerkanalyse.
Zur egozentrierten Netzwerkanalyse, eine Sonderform der sozialwissenschaftlichen Netzwerkanalyse hat er 1997 ein Grundlagenwerk geschrieben, Ego-zentrierte Netzwerkanalyse und familiale Beziehungssysteme. Einen wichtigen Beitrag zur Diskursanalyse in Deutschland hat er mit seinem Buch Kulturwelt, Diskurs und Lebensstil. Eine diskurstheoretische Erweiterung der bourdieuschen Distinktionstheorie. geleistet, das mit dem DGS-Dissertationspreis auf dem 32. Kongress der Deutschen Gesellschaft für Soziologie 2004 in München ausgezeichnet wurde. Hier verknüpft er die Distinktionstheorie Pierre Bourdieus mit der Diskursanalyse Michel Foucaults und vergleicht damit den Techno- und den Metaldiskurs anhand der Szenezeitschriften Raveline und Metal Hammer.

## Schriften (Auswahl)
Aufsätze
- Diskursanalyse und Populärkultur. In: Udo Göttlich, Clemens Albrecht, Winfried Gebhardt (Hrsg.): Populäre Kultur als repräsentative Kultur. Die Herausforderung der Cultural Studies (Fiktion und Fiktionalisierung; Bd. 6). 2. Aufl. von Halem Verlag, Köln 2010, S. 125–150, ISBN 978-3-938258-56-9.
- Einführung in die binäre logistische Regression (Mitteilungen aus dem Schwerpunkt Methodenlehre; Nr. 56). Institut für Soziologie, Freie Universität Berlin 2003, ISSN 0931-0886 (zusammen mit Harald Künemund); verfügbar über (PDF)
- Milieumodelle und Milieuinstrumente in der Marktforschung. In: Sozialwissenschaften und Berufspraxis, Jg. 26 (2003), Heft 4, S. 365–380, ISSN 0724-3464.
- Diskursive Kulturproduktion. In: Sociologia Internationalis, Bd. 42 (2004), Heft 1, S. 37–70, ISSN 1865-5580.
- Berufliche Situation und Tätigkeitsfeld von Sozialwissenschaftlern. Eine Analyse mit dem Mikrozensus 2000. In: Sozialwissenschaften und Berufspraxis, Jg. 27 (2004), Heft 2, S. 171–184, ISSN 0724-3464 (zusammen mit Ulf Glöckner und Anne-Cathérine Küffer).
- Strukturen der Weinwelt und der Weinerfahrung. In: Sociologia Internationalis, Bd. 43 (2005), Heft 1/2, S. 25–57, ISSN 1865-5580.
- Discourses, Conventions, and Critique – Perspectives of the Institutionalist Approach of the Economics of Convention. In: Historical Social Research, 42 (2017) 3, S. 79–96. http://nbn-resolving.de/urn:nbn:de:0168-ssoar-54641-3.

Monographien
- William James zur Einführung (Zur Einführung; Bd. 127). Junius, Hamburg 1996, ISBN 3-88506-927-X (zusammen mit Klaus Schubert).
- Ego-zentrierte Netzwerkanalyse und familiale Beziehungssysteme. Deutscher Universitäts-Verlag, Wiesbaden 1997, ISBN 3-8244-4208-6.
- Kulturwelt, Diskurs und Lebensstil. Eine diskurstheoretische Erweiterung der bourdieuschen Distinktionstheorie (Forschung Soziologie; Bd. 164). Leske + Budrich, Opladen 2002, ISBN 3-8100-3526-2 (zugl. Dissertation, Universität Trier 2001).
- Statistik für Soziologen (UTB-Basics; Bd. 2782). UVK, Konstanz 2006, ISBN 3-8252-2782-0.